# Bibliothèque municipale de Belfort
La Bibliothèque municipale de Belfort est une bibliothèque municipale répartie en trois sites à travers la Ville de Belfort : un site principal, la Bibliothèque Léon Deubel et deux annexes, la Bibliothèque des Glacis du Château et la Bibliothèque la Clé des Champs. 
La bibliothèque met à disposition de ses usagers un fonds de plus de 250 000 documents : livres, partitions, revues, CD, livres-CD, CD-ROM et DVD. Tout au long de l’année, elle participe à la vie culturelle de la ville en organisant des animations : spectacles, concerts, expositions, causeries, rencontres, apéros lecture, lectures à voix hautes, ateliers et concours. Elle assure également ses missions de conservation et de valorisation du patrimoine culturel local.

## Historique
Comme la majorité des bibliothèques municipales, celle de Belfort trouve son origine dans les confiscations révolutionnaires. La création de la bibliothèque municipale de Belfort remonte au décret du 2 novembre 1789 qui « met à la disposition de la Nation »  tous les biens meubles et immeubles appartenant aux communautés ecclésiastiques et enseignantes.

### De la Léproserie à l’hôtel de ville
Le couvent des Capucins établi à Belfort en 1619 dans une ancienne Léproserie possédait une riche bibliothèque qui devait former, avec celle des Capucins et des Cordeliers de Thann, le fonds primitif de la bibliothèque. Ce dernier fut entreposé dès 1790 dans une salle de l’actuel Hôtel de Ville.
En 1795, deux salles sont affectées à la bibliothèque au rez-de-chaussée de l’aile droite de l’Hôtel de Ville. Le premier bibliothécaire est l’Abbé Bevalet. Chargé de l’inventaire, il s’attelle à un volumineux travail dans des conditions difficiles.
Jusqu’en 1870, l’activité est peu importante  et les conditions de conservation restent extrêmement précaires. Un catalogue établi en 1859 par Victor Dantzer recense seulement 2 500 volumes.
La bibliothèque souffrira également du Siège de 1870 lors duquel beaucoup de livres sont détruits ou dispersés.
La Société belfortaine d’émulation, créée en 1872 s’occupe de la reconstitution de la bibliothèque qui prospère  enfin : 7 000 volumes en 1880 et 8 000 en 1885. 
En 1874, elle est même dotée, dans les locaux de l’Hôtel de Ville, d’une salle de lecture ouverte au public.

### Un passage à l’Hôpital  Sainte-Barbe
Malheureusement, la Ville et la Société d’émulation ne réussissent pas à s’entendre sur le régime de propriété du fonds et en 1902, la bibliothèque est dissociée en deux parties.
En 1903, elle s’installe au 1er étage de l’hôpital Sainte-Barbe (alias hôpital des poules créé par Jeanne de Ferrette) devenu vacant. Commence dès lors une nouvelle période de léthargie, car la Ville ne poursuit pas la politique d’acquisition entreprise par la Société d’Emulation.

### Installation à la Maison du Peuple
En 1925, le maire, Edouard Levy-Grünwald, insuffle une vie nouvelle à la bibliothèque. Dès 1929, des travaux de classement et de réorganisation sont entrepris et en 1933, la bibliothèque est installée à la Maison du Peuple pour un nouveau départ. La Bibliothèque devient « un organisme de progrès social indispensable dans la Cité Moderne », elle est d’ailleurs représentée à l’Exposition Internationale de Paris en 1937 au Trocadéro. En 1934, l’ouverture de la section « L’Heure Joyeuse » offre la possibilité aux enfants d’accéder à des ouvrages adaptés à leur âge. Puis la « Société des amis de la bibliothèque » finance un fonds d’ouvrages important entre 1935 et 1960.

### Vers une nouvelle bibliothèque: encore un hôpital ou une caserne?
Dans les années 1960, Jean Von Aesch, le bibliothécaire, évoque l’exiguïté des locaux. Sont alors envisagées deux solutions : transférer les locaux dans l’ancien hôpital militaire proche du couvent des Capucins ou créer une nouvelle bibliothèque aux 4 As, à l’emplacement de la caserne Bougenel.
En 1977, la municipalité nouvellement élue s’engage vers la deuxième formule. Paul Bonnan dirige les travaux en tant qu’architecte coordinateur dès 1979. Ils se termineront en 1981.
En 1992, deux bibliothèques annexes sont ouvertes aux Glacis du Château et aux Résidences.

### La bibliothèque actuelle
Début 2008, la Bibliothèque des 4 As a rouvert ses portes après un an et demi d'importants travaux de rénovation menés tant à l'extérieur qu'à l'intérieur du bâtiment. Les usagers disposent aujourd’hui d’un cadre agréable et plus fonctionnel ainsi que de services plus attractifs. Un accès au catalogue est proposé à partir du site internet de la bibliothèque.
En mars 2014, la Bibliothèque des 4 As est rebaptisée Bibliothèque Léon Deubel, en hommage au poète belfortain Léon Deubel.

## Réseau

### La Bibliothèque Léon Deubel
La bibliothèque des 4 As, située au cœur de la ville, sur la place du Forum, est l'équipement principal du réseau belfortain. Construite en 1981 et entièrement rénovée en 2007, elle met à disposition de son public de très larges collections de livres, magazines, disques et DVD dans un espace lumineux et accueillant. Inscrit ou pas, chacun peut venir y consulter les documents ou s'y divertir, en assistant à l'une des nombreuses animations proposées. 
La bibliothèque s'adresse aussi à ceux qui ne peuvent pas se déplacer : personnes âgées, hospitalisées ou même détenus, à travers son service "hors les murs".
Les horaires d'ouverture sont disponibles sur le site de la bibliothèque.

### Les bibliothèques de quartier

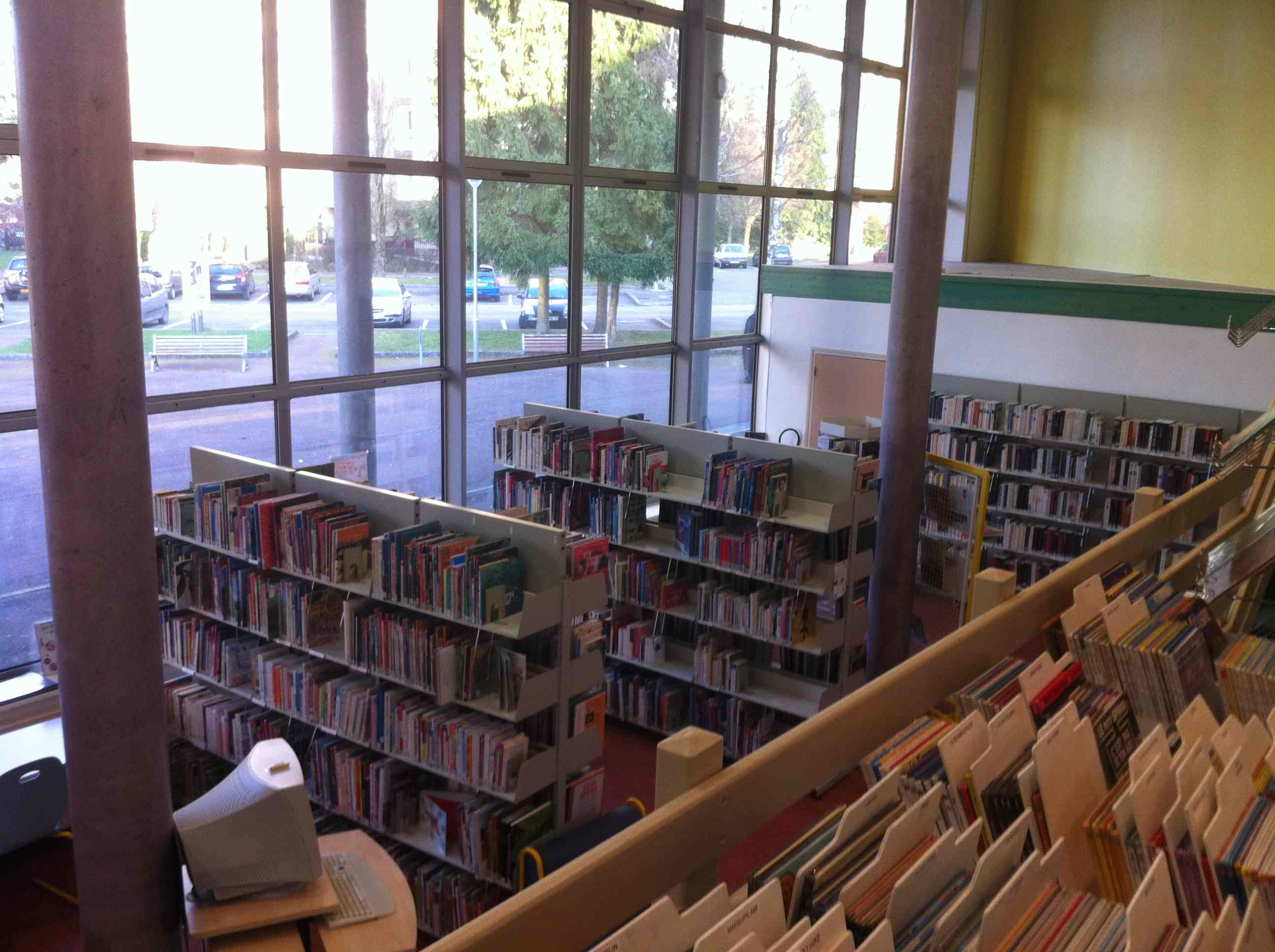
La bibliothèque de la Clé des Champs

Construites en 1992, la Bibliothèque des Glacis du Château et la Bibliothèque la Clé des Champs sont ouvertes sur la vie de leur quartier. Elles proposent des ressources et des animations pour tous les publics. 
Tout au long de l’année, les bibliothèques organisent des accueils de classes, reçoivent des écrivains, des auteurs et des conteurs, et ce notamment dans le cadre du Festival des Petites fugues.

## Les collections
La bibliothèque municipale de Belfort dispose d’une collection de près de 250 000 documents.

### Jeunesse

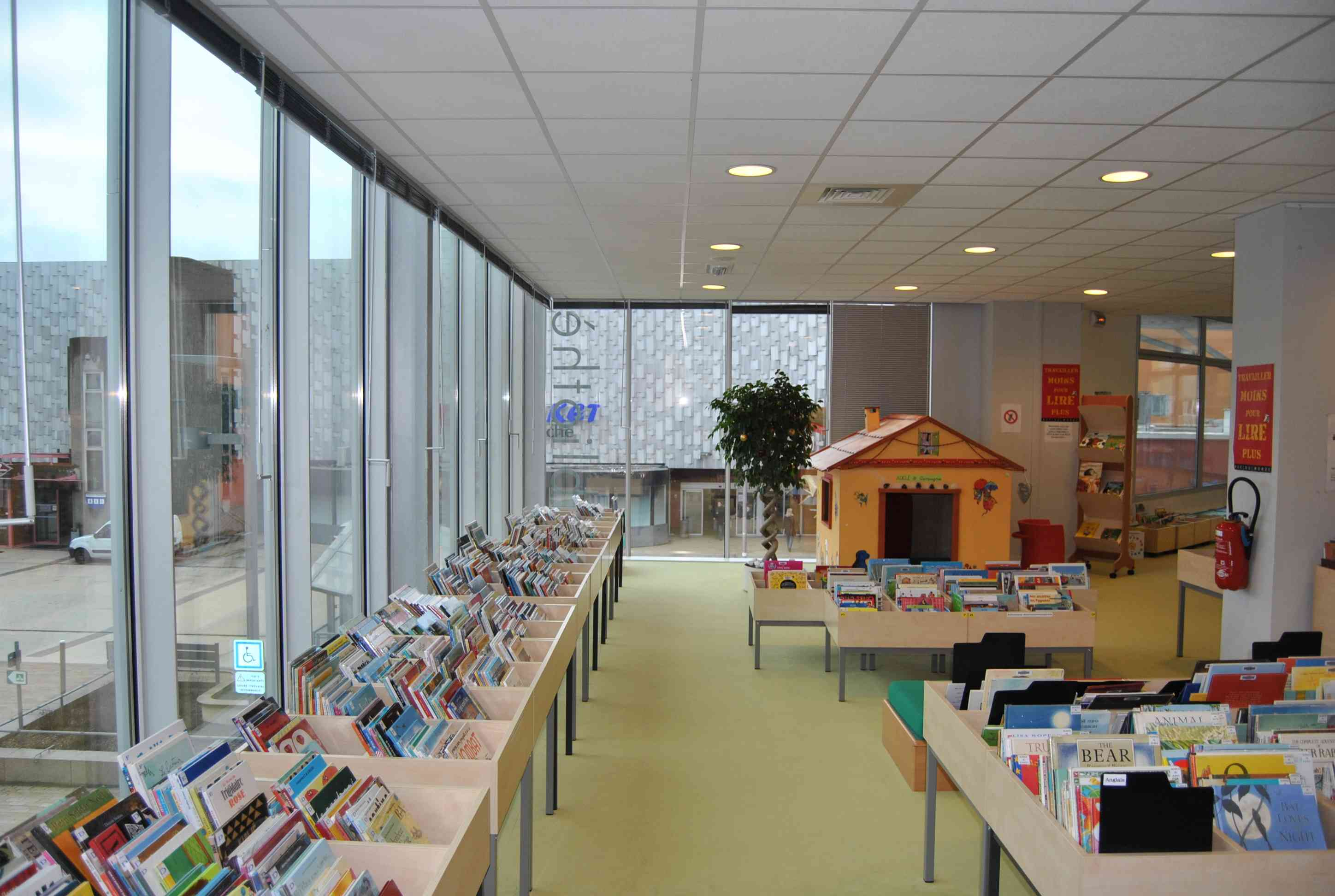
L'espace jeunesse de la bibliothèque des 4 As

La collection jeunesse est composée de plus de 40 000 documents imprimés. Elle regroupe  albums, romans, bandes dessinées, documentaires et livres en langues étrangères. À cette collection imprimée s’ajoutent 400 DVD, 700 CD et 350 CD-ROMS.

### Adulte
La bibliothèque dispose d’une collection adulte qui regroupe notamment des romans, 3 000 bandes dessinées, des DVD, des documentaires. Elle dispose également de plusieurs collections adaptées :
- La collection large vision qui contient des documentaires et des romans en gros caractères.
- La collection enregistrements parlés qui regroupe documentaires, interviews, émissions radiophoniques, romans, pièces de théâtre et poésies. Le tout sur CD ou livres-CD.

### Périodiques
La bibliothèque propose à ses usagers 250 titres de périodiques souscrits en abonnement dans les différentes disciplines. Les principaux quotidiens et hebdomadaires sont également à disposition. Par ailleurs, la bibliothèque dispose d’une importante collection de périodiques anciens. 

### Musique
La bibliothèque dispose de 19 000 CD. Ces derniers sont situés au 1er étage de la bibliothèque des 4 As et sont classés par genre : classique, pop, rock, etc. À cela s’ajoute 200 DVD ainsi que des partitions, des livres et des revues.

### Patrimoine
La bibliothèque municipale de Belfort possède d’importants fonds patrimoniaux. Ces derniers sont consultables sur demande.
- Fonds local : environ 10 000 documents anciens et contemporains qui mettent en valeur le patrimoine local.
- Fonds ancien : le fonds dit "des Capucins" (2 000 ouvrages du 16e au 18e) ; fonds des manuscrits; fonds 19ème;
- Fonds ancien de périodiques : revues et journaux du XIXe ;
- Fonds ancien jeunesse : plus de 600 ouvrages issus des collections de « l'heure joyeuse » ;
- Fonds de bibliophilie contemporaine : livres d'artistes et livres objets.
- Fonds Jean-Charles Dreyfus : ouvrages de littérature de 1930 à 1950.
- Fonds Schell : ouvrages d’Art décoratif et d’alsatiques.
- Fonds Jean-Pierre Chevènement : ouvrages de la bibliothèque personnelle de l’ancien ministre et maire de Belfort.
- Fonds de documentation ouvrière : composé des ouvrages de la Bourse du Travail et du fonds Emile Géhant.

## Services

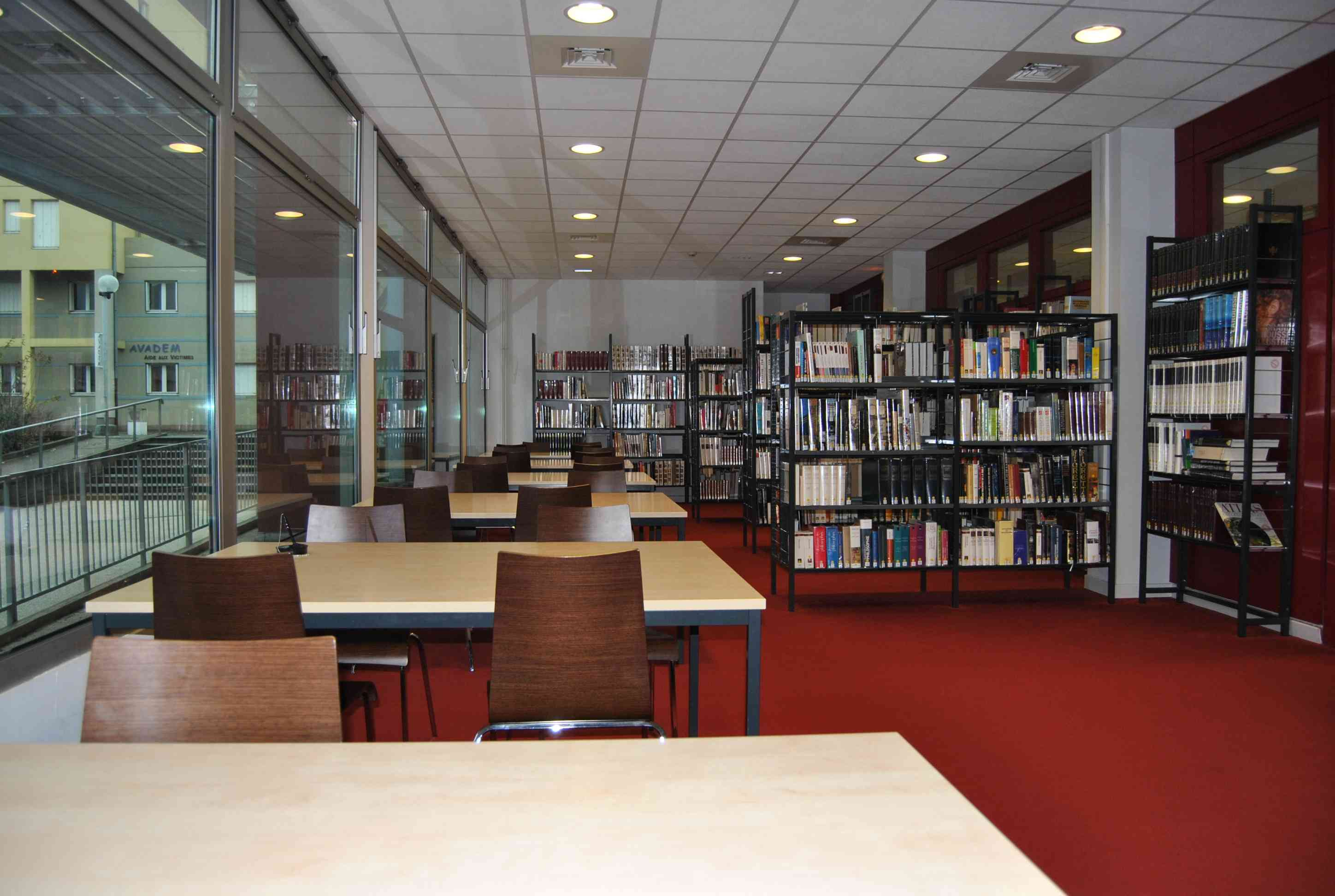
Salle de lecture de la bibliothèque des 4 As

La bibliothèque propose à ses usagers: 
- Un espace Presse (journaux et revues)
- Une salle de lecture
- Des places de lecture
- Des postes de consultation du catalogue (Opac)
- Des postes de consultation internet
- Des postes d'écoute musicale
- Des animations : conférences, lectures, heures du conte, spectacles, expositions, projections
- Le prêt interbibliothèques
- Le site web[6] avec le catalogue en ligne

## Activités

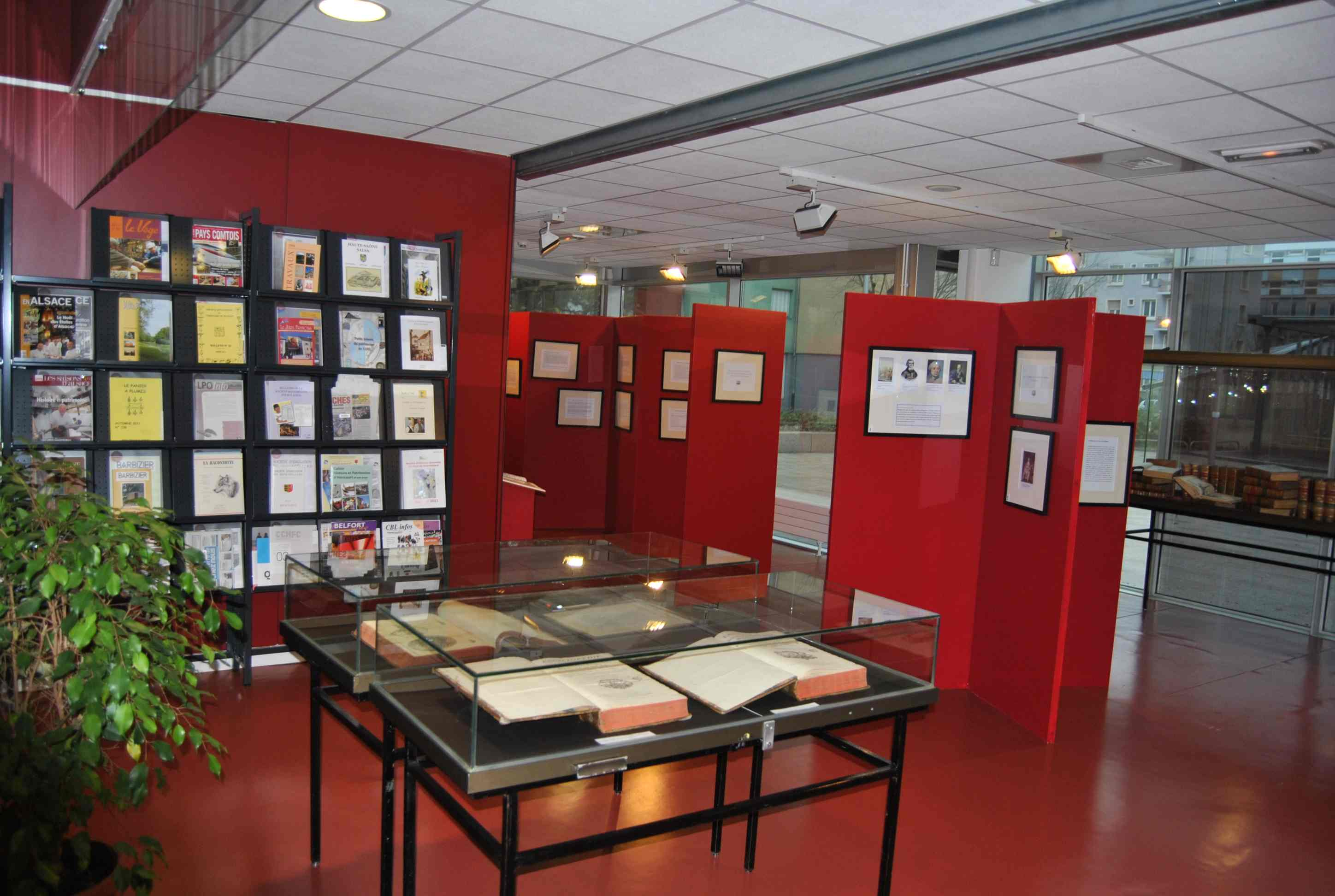
L'espace exposition de la bibliothèque des 4 As

La bibliothèque municipale organise, tout au long de l’année, des expositions, des conférences, des lectures, des spectacles, des projections de films, des concerts ainsi que des rencontres avec des auteurs, illustrateurs ou réalisateurs. À l’occasion de la foire du livre, elle organise également plusieurs ateliers.
Chaque année, la bibliothèque accueille plusieurs centaines de visites de classes sur les 3 sites.

## Partenariats
La Bibliothèque municipale de Belfort a développé un certain nombre de services en partenariat avec le milieu associatif:
- Un service de bibliothèque à domicile pour les personnes âgées ou handicapées est proposé en partenariat avec la Maison départementale des Personnes Handicapées.
- Des interventions régulières sont réalisées en maison d’arrêt : conseil et prêt de documents
- De nombreuses animations sont organisées autour de la lecture à voix haute (Hôpital de jour, Maisons de quartier, résidences de personnes âgées…)